# Teresa Almeida
Teresa Patricia Almeida (5 de abril de 1988) é uma handebolista angolana.

## Carreira
Teresa Almeida representou a Seleção Angolana de Handebol Feminino nos Jogos Olímpicos de Verão de 2016, que chegou as quartas-de-finais.